# Si tu no estas...hay amor
Si tu no estas...hay amor este o compilație a lui Al Bano publicată în Spania în 1969. Conține 10 melodii traduse și cântate în spaniolă și două în italiană.

## Track list
1. Pensando en ti  (Albano Carrisi, Vito Pallavicini)
2. El seto  (Vito Pallavicini, Pino Massara)
3. Viejo Sam  (Vito Pallavicini, Albano Carrisi)
4. Musica  (Vito Pallavicini, Albano Carrisi)
5. Sensacion  (Vito Pallavicini, Albano Carrisi)
6. O sole mio  (Eduardo Di Capua, Giovanni Capurro)
7. La mañana  (Vito Pallavicini, Ruggiero Leoncavallo)
8. El oro del mundo  (Vito Pallavicini, Pontiack, Pino Massara)
9. Solo te tengo a ti  (Vito Pallavicini, Pino Massara)
10. En el sol  (Albano Carrisi, Pino Massara, Vito Pallavicini)
11. Querido amor  (Conz, Vito Pallavicini, Pino Massara)
12. Nel silenzio  (Albano Carrisi, Vito Pallavicini)